# Réserve naturelle de Fosseteråsen
La réserve naturelle de Fosseteråsen  est une réserve naturelle norvégienne et un site Ramsar   qui est située dans le municipalité de Øvre Eiker, dans le comté de Buskerud.

## Description
La réserve naturelle de 1,877 km2 a été créée en 2015.
Fosseteråsen est situé sur une colline à environ 3 km à l'ouest de la Centrale électrique de Hakavik sur le côté ouest du lac Eikeren, entre Eikeren et le fleuve Numedalslågen. La réserve est située au bord des grandes rivières connectées d'Øksne, Tistillen et Burvannet.
Le but de la réserve naturelle est de préserver une zone forestière variée avec sa diversité biologique sous la forme de types d'habitats, d'écosystèmes, d'espèces et de processus écologiques naturels. La zone est spéciale en ce qu'elle a presque exclusivement une forêt très ancienne . Les dépôts de vieilles forêts naturelles de sapins riches en bois mort sont particulièrement importants. L'objectif est de maintenir les valeurs de conservation dans les meilleures conditions possibles et éventuellement de les développer davantage.